# 1960 год в кино

## Фильмы

### Мировое кино
- «13 призраков» / 13 Ghosts, США (реж. Уильям Касл)
- «Ангел в красном» / The Angel Wore Red, США (реж. Наннэлли Джонсон)
- «Аустерлиц» / Austerlitz, Франция-Италия-Югославия (реж. Абель Ганс)
- «Богиня» / Devi, Индия (реж. Сатьяджит Рай)
- «В Риме была ночь» / Era notte a Roma, Италия-Франция (реж. Роберто Росселлини)
- «Великий Могол» / Mughal-e-Azam, Индия (реж. К. Асиф)
- «Великолепная семёрка» / The Magnificent Seven, США (реж. Джон Элиот Стёрджес)
- «Два лица доктора Джекила» / The Two Faces of Dr. Jekyll, Великобритания (реж. Теренс Фишер)
- «Девичий источник» / Jungfrukällan, Швеция (реж. Ингмар Бергман)
- «Дикая река» / Wild River, США (реж. Элиа Казан)
- «Душители из Бомбея» / The Stranglers of Bombay, Великобритания (реж. Теренс Фишер)
- «Дыра» / Le trou, Франция (реж. Жак Беккер)
- «Завещание Орфея» / Le Testament d’Orphée, Франция (реж. Жан Кокто)
- «Займёмся любовью» / Let’s Make Love, США (реж. Джордж Кьюкор)
- «Квартира» / The Apartment, США (реж. Билли Уайлдер)
- «Крестоносцы» / Krzyżacy, Польша (реж. Александр Форд)
- «Магазинчик ужасов» / The Little Shop of Horrors, США (реж. Роджер Корман)
- «Маска Сатаны» / La maschera del demonio, Италия (реж. Марио Бава)
- «На последнем дыхании» / À bout de souffle, Франция, Драма (реж. Жан-Люк Годар)
- «На ярком солнце» / Plein Soleil, Франция-Италия (реж. Рене Клеман)
- «Невесты Дракулы» / The Brides of Dracula, Великобритания (реж. Теренс Фишер)
- «Непрощённая» / The unforgiven, США (реж. Джон Хьюстон)
- «Одиннадцать друзей Оушена» / Ocean’s Eleven, США (реж. Льюис Майлстоун)
- «Око дьявола» / Djävulens öga, Швеция (реж. Ингмар Бергман)
- «Падение дома Ашеров» / House of Usher, США (реж. Роджер Корман)
- «Плохие спят спокойно» / 悪い奴ほどよく眠る, Япония (реж. Акира Куросава)
- «Приключение» / L' Avventura, Италия-Франция (реж. Микеланджело Антониони)
- «Принцесса Клевская» / La Princesse De Cleves, Франция-Италия (реж. Жан Деланнуа)
- «Психо» / Psycho, США (реж. Альфред Хичкок)
- «Рокко и его братья» / Rocco e i suoi fratelli, Италия-Франция (реж. Лукино Висконти)
- «Сладкая жизнь» / La dolce vita, Италия (реж. Федерико Феллини)
- «Спартак» / Spartacus, США (реж. Стэнли Кубрик)
- «Стреляйте в пианиста» / Tirez Sur Le Pianiste, Франция (реж. Франсуа Трюффо)
- «Только не в воскресенье» / Ποτέ την Κυριακή, Греция, США. (Жюль Дассен)
- «Тысяча глаз доктора Мабузе» / Die 1000 Augen des Dr. Mabuse, ФРГ (реж. Фриц Ланг)
- «Чочара» / La ciociara, Италия (реж. Витторио Де Сика)

### Советское кино

#### Фильмы Азербайджанской ССР
- Айгюн (реж. Кямиль Рустамбеков).
- Кёроглы (реж. Гусейн Сеид-заде).
- «Маттео Фальконе», (реж. Тофик Тагизаде).
- Странная история (реж. Шуа Шейхов).
- Утро (реж. Ага-Рза Кулиев).

#### Фильмы БССР
- «Весенние грозы», (реж. Николай Фигуровский)
- «Впереди — крутой поворот», (реж. Ричард Викторов)
- «Первые испытания (1 серия)», (реж. Владимир Корш-Саблин)
- «Человек не сдаётся», (реж. Иосиф Шульман)

#### Фильмы Грузинской ССР
- «Повесть об одной девушке», (реж. Михаил Чиаурели)

#### Фильмы РСФСР
- «Балтийское небо», (реж. Владимир Венгеров)
- «Бессонная ночь», (реж. Исидор Анненский)
- «Воскресение», (реж. Михаил Швейцер)
- «Дама с собачкой», (реж. Иосиф Хейфиц)
- «Девичья весна», (реж. Вениамин Дорман и Генрих Оганесян)
- «Жиних», (реж. Элем Климов)
- «Испытательный срок», (реж. Владимир Герасимов)
- «Конец старой Берёзовки», (реж. Виктор Эйсымонт)
- «Кроткая», (реж. Александр Борисов)
- «Люблю тебя, жизнь!», (реж. Михаил Ершов)
- «Мёртвые души», (реж. Леонид Трауберг)
- «Мичман Панин», (реж. Михаил Швейцер)
- «Осторожно, бабушка!», (реж. Надежда Кошеверова)
- «Первое свидание», (реж. Искра Бабич)
- «Пиковая дама», (реж. Роман Тихомиров)
- «Простая история», (реж. Юрий Егоров)
- «Серёжа», (реж. Георгий Данелия и Игорь Таланкин)
- «Трижды воскресший», (реж. Леонид Гайдай)
- «Шумный день», (реж. Георгий Натансон и Анатолий Эфрос)

#### Фильмы совместных производителей

##### Двух киностудий, или двух союзных республик
- «Каток и скрипка», (реж. Андрей Тарковский)

#### Фильмы УССР
- «Вдали от Родины», (реж. Алексей Швачко)
- «Роман и Франческа», (реж. Владимир Денисенко)

### Телесериалы

#### Латиноамериканские телесериалы

##### Мексика
- Моя любовь наедине с прошлым
- Родительский суд

## Лидеры проката
- «Вдали от Родины», (режиссёр Алексей Швачко) — 1 место, 42 000 000 зрителей
- «Воскресение», (режиссёр Михаил Швейцер) (1-я серия) — 2 место, 34 100 000 зрителей
- «Поднятая целина», (режиссёр Александр Иванов) (1-я и 2-я серии) — 9 место, 30 200 000 зрителей

## Персоналии

### Родились
- 22 мая — Хидэаки Анно — японский режиссёр кино и аниме.
- 17 августа — Шон Пенн — американский актёр и кинорежиссёр.
- 24 августа — Такаси Миикэ — японский кинорежиссёр.
- 18 октября — Жан-Клод Ван Дамм — американский актёр, режиссёр, сценарист, мастер боевых искусств, постановщик боевых сцен и продюсер бельгийского (фламандского) происхождения.
- 8 ноября — Олег Меньшиков — российский актёр театра и кино.

### Скончались
- 1 января — Маргарет Саллаван — американская актриса.
- 3 мая — Маса Ниеми — финский актёр.